# Georg Friedrich Spitzner
Georg Friedrich Spitzner (* 21. April 1688 in Blankenhain; † 18. September 1764 in Schwarzenberg) war ein kursächsischer Beamter und Gönner der evangelisch-lutherischen Stadtkirche St. Petri und Pauli in Reichenbach.

## Leben
Georg Friedrich Spitzner entstammte dem am Ausgang des 16. Jahrhunderts in Auerbach begründeten Vogtländer Pfarrer-Geschlecht Spitzner und wurde am 29. April 1688 in der Kirche zu Blankenhain getauft. Er war das sechste Kind aus der 1678 geschlossen ersten Ehe von Magister Johann Adam Spitzner (* 4. April 1650 in Blankenhain, † 16. April 1723 in Blankenhain), seit 1681 als Nachfolger seines Vaters Pfarrer in Blankenhain und Rußdorf, mit der Beamtentochter Maria Elisabeth geb. Conradi (~ 20. August 1655 in Zwickau, † 17. August 1709 in Blankenhain). Im Unterschied zu seinen Brüdern Balthasar Andreas, Johann Christian (* 10. September 1683 in Blankenhain, † 27. Mai 1736 in Langenreinsdorf) und Johann Andreas (* 9. Januar 1693 in Blankenhain, † 17. November 1743 in Thierbach) wandte sich Georg Friedrich auf Anraten seines Onkels und Förderers Georg Andreas Conradi nicht dem geistlichen Stand, sondern dem Verwaltungsfach zu.

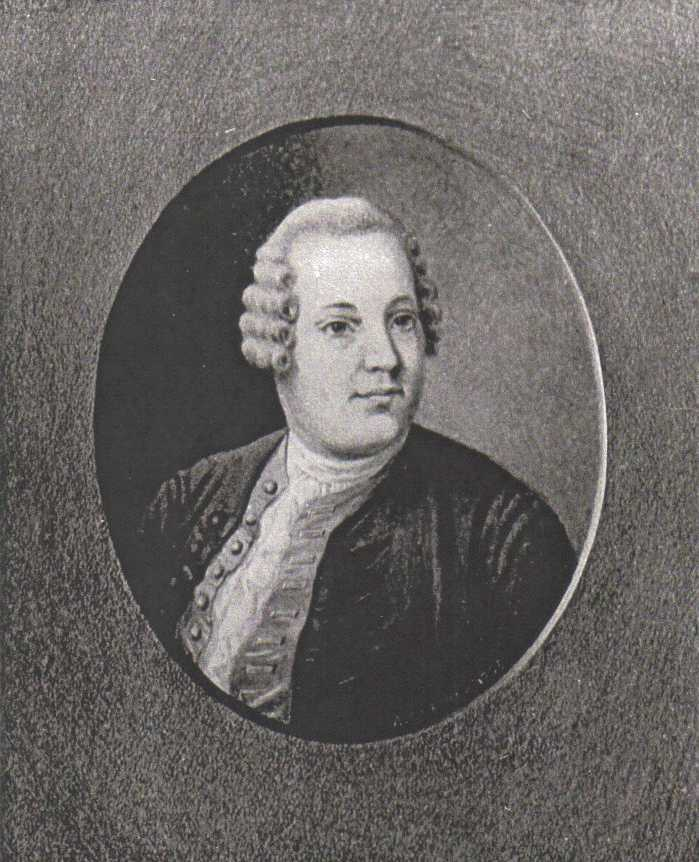
Georg Friedrich Spitzner um 1730, Amtmann in Reichenbach

Von 1701 bis zum 31. Mai 1707 besuchte Spitzner, der in Blankenhain zunächst von seinen Eltern und von Hauslehrern u. a. in Religion, Latein und Griechisch unterrichtet worden war, das Gymnasium in Altenburg, wo er auch Kenntnisse der hebräischen und der französischen Sprache erwarb. Anschließend bezog er die Universität Leipzig, doch konnte er sein Studium der Rechtswissenschaft „aus Mangel benöthigter Subsistenz“ sowie aufgrund anderer familiärer Umstände nicht abschließen. Ausgestattet mit guten Zeugnissen, wurde Georg Friedrich Spitzner zunächst am 27. Juni 1709 Notarius publicus und am 15. Dezember 1710 Amtsaktuar in Dresden, am 11. April 1714 Rechtspraktikant, am 18. Mai 1715 Gräflich Schönburgischer Amtmann in Rochsburg und am 25. November 1716 Amtmann in der durch die Tuchmacherei aufstrebenden Stadt Reichenbach, wo er ein Wohnhaus erwarb. Schließlich war er vom 1. Oktober 1741 bis zu seinem Tode Amtmann und Kommissionsrat des Kreisamtes Schwarzenberg mit Crottendorf.
Am 31. Juli 1754 errichtete Spitzner, der sich 1715 und 1722 verheiratet hatte und auch in Rotschau begütert war, sein heute verschollenes Testament. Er verstarb im Dienst im Alter von 76 Jahren und wurde am 20. September 1764 in seinem Erbbegräbnis in der Reichenbacher Peter-Paul-Kirche, das er spätestens 1727 erworben hatte, beigesetzt. Seine eigenhändige Lebensbeschreibung von 1761, als Unterlage für eine Leichenpredigt gedacht und nach seinem Tode von den Angehörigen ergänzt und abgeschlossen, enthält „wertvolle Angaben über die Vorfahren und die engere Familie“ des kurfürstlichen Beamten.
Nachfolger als Kreisamtmann in Schwarzenberg wurde sein Neffe, Schwiegersohn seit 1746 und Stellvertreter seit 1753, Johann Georg Spitzner (* 21. September 1715 in Oberalbertsdorf, † 7. August 1770 in Schwarzenberg), das fünfte Kind aus der ersten Ehe seines älteren Bruders Balthasar Andreas Spitzner.

## Leistungen
Als langjähriger kursächsischer Beamter, dem „die dabey obgelegene überhäuffte Arbeit bis nach zurückgelegten 76. Jahr seines Alters gar nicht beschwerlich ankommen ist“, zeichnete sich Georg Friedrich Spitzner in seinen dienstlichen Wirkungskreisen nicht nur „bei verschiedenen schwierigen und wichtigen Verwaltungssachen aus“. Sein Bericht als Kommissionsrat von Schwarzenberg vom 17. November 1742 über beobachtete Wetterveränderungen und ihre Auswirkungen auf die regionale Landwirtschaft ist heute von klimageschichtlichem Interesse.
Spitzner trat ferner als Gönner der Reichenbacher Schulen sowie der Kirche St. Petri und Pauli hervor, die am 20. August 1720 einem großen Stadtbrand zum Opfer gefallen war. Nach dem zeitgenössischen Urteil des Pfarrers Johann Balthasar Olischer (1685–1751) gehörte Amtmann Spitzner, dessen Haus ebenfalls niedergebrannt war, zu denjenigen Bürgern der Stadt Reichenbach, die im Zuge des 1721 begonnenen Wiederaufbaus der Kirche „von Gott erwecket“ wurden, „besondere Stücke der Kirchen auf ihre Kosten machen zu lassen“. So hat Georg Friedrich Spitzner, „Ihro königlichen Majestät in Polen, und Churfürstl. Durchl. zu Sachsen wohlbestallter Amtmann im Vogtlande, welcher, wie überhaupt gegen unsere Kirche und Schulen sich als ein grosser Wohlthäter erwiesen, aus eigenem Liebes-Triebe, die Cantzel in dieser Kirche erbauen, und hernach auch vergolden und mahlen lassen, auf welcher dann am Sonntage Laetare 1723 das erste Mal gepredigt worden“.
Umrahmt wird der mit drei Bildfeldern verzierte Kanzelkorb von zwei Säulen mit vergoldeten Kapitellen und den Figuren des Petrus und des Paulus. Über dem Korb erhebt sich ein barockes Strahlenkreuz. Georg Friedrich Spitzner machte mit seiner Stiftung des barocken Kanzelaltars „den Anfang“ einer Reihe von privaten Stiftungen für die Innenausstattung des Kirchenneubaus.
Georg Körner, Pfarrer, Sprachforscher und Chronist in Bockau, würdigte Spitzner 1758 als einen „in so manchen wichtigen Aemtern hochverdiente(n)“ Beamten, der „in einem hohen Alter noch immer in der Kraft des Herrn einhergehet“.

## Ehen und Nachkommenschaft
Georg Friedrich Spitzner, der das 1712 seinem Vater durch den kaiserlichen Pfalz- und Hofgrafen Christoph von Kuntsch verliehene Einhorn-Wappen führte und den Wappenbrief  verwahrte, war zweimal verheiratet. Zunächst ehelichte er am 28. November 1715 in Dresden die neun Jahre jüngere Johanna Christine Elisabeth Hahn (* 26. Juni 1697 in Dresden, † 4. Juni 1721 in Mylau), Tochter des kurfürstlich-sächsischen Hofjustiz- und Appellationsgerichtssekretärs Christian Albrecht Hahn in Dresden und seiner Frau Magdalene Elisabeth geb. Ferber. Am 12. Februar 1722 heiratete Georg Friedrich Spitzner in Reichenbach Christiane Sophie Schilbach (* 3. Dezember 1699 in Reichenbach, † ?), Tochter des Kaufmanns Paul Schilbach und seiner Ehefrau Christiane geb. Kürzel. Aus seinen beiden Ehen gingen insgesamt 17 in Reichenbach geborene Kinder, zehn Söhne und sieben Töchter hervor, von denen drei früh verstarben. Nur Adolph Friedrich Spitzner (* 16. Oktober 1727 in Reichenbach, † 19. Juni 1776 in Neudorf) wurde Pfarrer; die meisten der Söhne betätigten sich später als Beamte, während die Töchter oftmals Beamte aus teilweise namhaften Familien als Ehepartner hatten.
Zwei von Georg Friedrich Spitzners Enkelsöhnen begründeten neue Linien innerhalb der Familie Spitzner: der Advokat Vollrath Friedrich Gotthold Spitzner (* 11. Februar 1771 in Stolpen, † 23. Januar 1829 in Ruhland) die „preußische“ oder Ruhlander und der Oberrechnungsrat Adolph Friedrich Esaias Spitzner (* 6. Juli 1768 in Stolpen, † 9. Oktober 1841 in Dresden) die „sächsische“ oder Dresdner Linie, zu der im 19. und 20. Jahrhundert u. a. Annemarie Spitzner, Carl Spitzner, Gustav Spitzner, Karl Spitzner und Reinhard Spitzner gehörten.